# Кастро Диас-Баларт, Фидель
Фиде́ль А́нхель Ка́стро Ди́ас-Бала́рт (исп. Fidel Ángel Castro Díaz-Balart; 1 сентября 1949, Гавана, Куба — 1 февраля 2018, там же) — кубинский учёный-физик, доктор физико-математических наук (2000).

## Биография
Фидель Кастро Диас-Баларт родился в 1949 году в Гаване (Куба), его родители — Фидель Кастро Рус и Мирта Диас-Баларт. В 1968 году поступил в Воронежский государственный университет (СССР), после двух курсов перевёлся в Московский государственный университет, который окончил по специальности «ядерная физика». В 1974—1978 гг. был аспирантом в аспирантуре Объединённого института ядерных исследований (ОИЯИ) в Дубне. После защиты кандидатской диссертации в 1978—1979 годах проводил научные исследования в Институте атомной энергии и на реакторах Нововоронежской АЭС.
В 1980—1988 гг. Фидель Кастро Диас-Баларт возглавлял кубинскую делегацию при Совете экономической взаимопомощи (в 1985 году был председателем Постоянной комиссии по мирному использованию ядерной энергии стран — членов СЭВ), одновременно в 1980—1992 гг. был исполнительным секретарём Комиссии по атомной энергии Кубы, в 1983—1988 гг. был председателем комиссии стран — координатором мирного использования ядерной энергии при Движении неприсоединения. 
В 1983—1992 гг. был полномочным представителем Кубы при МАГАТЭ и главой кубинской делегации на Ассамблее МАГАТЭ.
В 1993—2003 гг. Фидель Кастро Диас-Баларт являлся заведующим отдела науки и инноваций в Министерстве энергетики и промышленности Кубы. 
С 2004 года являлся советником по науке Государственного совета Кубы. 
С 2012 — заместитель президента Кубинской академии наук. 
С 2013 года являлся полномочным представителем Кубы при Объединённом институте ядерных исследований (г. Дубна).
Доктор физико-математических наук (2000).
Утром 1 февраля 2018 покончил с собой, оставив предсмертную записку. Перед этим в течение нескольких месяцев находился в госпитале в связи с глубокой депрессией. Затем был переведен на амбулаторный режим.

## Личная жизнь
Отец — Фидель Кастро.
Супруга — Наталья Смирнова.
Трое детей:
- Мирта-Мари Кастро-Смирнова (род. 1974), с конца 90-х она живет в Испании и преподает прикладную математику в Севильском университете.
- Фидель-Антонио Кастро-Смирнов (род. 1980), окончил кубинский Высший институт ядерных наук и технологий, став специалистом по биохимии и молекулярной биологии. Преподает в гаванском Университете компьютерных наук
- Хосе-Рауль Кастро-Смирнов (род. 1985), изучал нанотехнологии в университете Барселоны, окончил Высший институт прикладных наук и технологий в Гаване и Севильский университет с дипломом физика, сейчас работает в Мадридском институте перспективных исследований[3].

## Научные достижения
Фидель Кастро Диас-Баларт является автором 11 книг и свыше 150 научных статей, касающихся ядерной физики, технологии энергетики и их взаимосвязи с науками об окружающей среде, а также об инновациях и управлении знаниями. Иностранный член НАН Беларуси (2017).

## Награды и премии
- Совместная премия Кубинской академии наук и Кубинского института книги «10 лучших научных книг» (1991, 2005)
- Премия Министерства высшего образования «Лучшая научная докторская диссертация» (2001)
- Орден Карлоса Хуана Финлея (2006) — высшая награда Государственного совета Кубы
- Почётный профессор МГУ (2013)[4]
- Почётный доктор НИЦ «Курчатовский институт» (08.04.2016)